# Бои за станцию Готня (1919)
Бои за станцию Готня между деникинскими войсками и частями красных — происходили 5—6 августа 1919 в период похода на Москву.
После взятия Белгорода частями ВСЮР красные предприняли несколько попыток контрнаступления. Белые, со своей стороны, провели ряд операций с целью улучшить положение занимавшей Белгород 1-й дивизии.
Продвинувшись к западу и юго-западу от города на 20—25 верст, деникинцы заняли силами Марковской инженерной роты станцию Томаровку и после боя под Наумовкой овладели слободой Борисовкой.
Опасения у белого командования вызывала ситуация на станции Готня, важном желедорожном узле на пересечении Белгород-Сумской и Северо-Донецкой железных дорог, где по данным разведки собралось четыре полка красных. На Готню для переформирования отступали разбитые отряды большевиков и туда же прибывали свежие части: Волчанский батальон Г. М. Кобленца, Грайворонский отряд А. Н. Борисенко, Суджанский отряд В. С. Сомова, отряд из Борисовки под командованием Ф. Гордого, караульные роты из Орла и Белгорода. В самой Готне был сформирован отряд бывшего прапорщика С. Е. Кутузова.
Одновременно красные наращивали силы на противоположном фланге 1-го армейского корпуса, напротив его стыка с левым флангом Донской армии, седлавшим железную дорогу Валуйки — Елец. Одновременное наступление двух группировок противника грозило 1-й дивизии обходом с двух сторон.
1 августа в Борисовку в дополнение к 1-му батальону 1-го Марковского полка был переброшен 4-й батальон (800 штыков), занявший участок, седлавший железную дорогу на Готню. После этого 1-й батальон направил к Томаровке одну роту для усиления заслона перед Белгородом. Обеим ротам с этой станции было приказано при поддержке двух бронепоездов произвести разведку боем в направлении Готни.
Марковцы погрузились в товарный состав, впереди которого шел легкий бронепоезд, а позади тяжелый. Сплошной линии фронта в этом районе не было, поэтому белые продвинулись на десять верст, прежде чем обнаружили бронепоезд противника. Составы продолжили движение. Через некоторое время задний бронепоезд начала обстреливать батарея красных, укрытая в лесу к югу от дороги, а цепь большевистской пехоты попыталась обойти составы сзади и перерезать путь. Проезда дали задний ход, но артиллерия противника подбила один из вагонов с пехотой; тот сошел с рельс и потянул за собой еще несколько вагонов. У марковцев были убитые, раненые и контуженные. Красная пехота стремительно наступала, артиллерия открыла беглый огонь. Марковцы заняли оборону при поддержке орудий и пулеметов бронепоездов и в течение всего дня отбивали атаки большевиков. Ночью, когда вражеский обстрел ослаб, белые смогли собрать тела погибших при крушении и в бою и, пользуясь тем, что путь остался неповрежденным, к утру вывезли около 120 трупов, из них 80, принадлежавших бойцам инженерной роты.
Получив сведения о том, что красные в середине августа намереваются произвести фланговый обход 1-й дивизии, командир 1-го корпуса генерал Кутепов решил немедленно разгромить Готненскую группу противника, сформировав для этого отряд под командованием генерала Н. А. Третьякова, в который входили 1-й и 4-й Марковские батальоны, Марковская инженерная рота, 10-й гусарский Ингерманландский полк из состава конного корпуса генерала Юзефовича, только что сформированный 2-й Корниловский ударный полк, 10 орудий (5-я, 6-я, 7-я батареи марковцев и 2-й взвод 3-й батареи) и три бронепоезда. 4 августа части получили приказ о наступлении. Прибывшие в Томаровку корниловцы должны были идти справа от железной дороги Белгород — Готня, вдоль дороги — Марковская инженерная рота, влево от пути 1-й батальон и вдоль линии Харьков — Готня — 4-й батальон.
Планировалось, что марковцы первыми вступят в бой, а корниловцы поддержат их атаку в качестве резерва, но по обстоятельствам им пришлось атаковать первыми. Выступив в пять часов утра 5 августа через Томаровку вдоль железнодорожного полотна, ударники послали 1-й батальон вправо для занятия сел Черкасского, Коровино и хутора Подымовка. Марковцы шли левее. Пройдя станцию походным порядком 2-й Корниловский к 6:30 сосредоточился на северо-западной окраине поселка, где в будке железнодорожного сторожа находились генерал Третьяков с начальником штаба. Туда же подошел командир корниловцев, заметно нерничавший, так как его подразделению, частично сформированному из бывших махновцев, предстояло принять первое боевое крещение.
Командир отряда выслал вперед бронепоезд «Офицер». Тот вступил в бой с сильным красноармейским бронепоездом «Черноморец»; красные первыми же выстрелами сбили несколько вагонов вспомогательного поезда «Офицера», после чего, отрезав белым путь к отступлению, начали атаку. На помощь «Офицеру» подошли «Дмитрий Донской» и «Иоанн Калита», красные также подтянули два бронепоезда и на путях в направлении разъезда Бубны начался сильный бой.
Третьяков приказал корниловцам перейти в наступление. 2-й батальон двинулся справа от дороги, слева, в направлении на деревню Бубны выступил 3-й, а вдоль полотна продвигалась офицерская рота. 2-й батальон с боем взял деревню Герцевку и село Дмитровку, 3-й с боем деревню Бубны, 1-й без боя вошел в село Черкасское и с боем овладел Коровином. Было взято два пулемета, пять человек пленных, кухня и продовольственный склад.
6 августа белые атаковали Готню. 1-й батальон корниловцев наступал на хутор Подымное, 2-й на село Ракитное, остальной полк на саму станцию. Взять ее фронтальной атакой оказалось невозможно, так как три большевистских бронепоезда «работали отлично». Белые направили в обход Готни справа через лес 9-ю и 11-ю роты с командой пеших разведчиков. Этот отряд атаковал станцию справа и с тыла. Бронепоезда били по корниловским цепям картечью, но действия разведчиков в тылу и поддержка наступления огнем белых бронепоездов вынудили красных отступить на станцию Юсуповку. Подымное взяли без боя, Ракитное с боем. Потери корниловцев составили несколько человек убитыми и полсотни ранеными. Были захвачены пленные, интендантские склады с обмундированием и несколько пулеметов.
По словам В. Е. Павлова, в ходе Готненской операции 1-му батальону марковцев пришлось вести тяжелые бои в лесистой местности, действуя по-ротно и выбивая красных из деревень, лесов и хуторов. Большевики переходили в смелые контратаки, несколько раз нападали с фланга и тыла, и однажды едва не захватили два орудия, отбившихся картечью при поддержке пулеметов. Особенно жестокое сопротивление оказывал 1-й революционный Грайворонский полк под командованием А. Н. Борисенко. Его бойцы, выскочив из леса, с расстояния в пятьсот шагов неожиданно атаковали 7-ю батарею с криком «Пушки наши». «Все перед батареей было окутано дымом от бомб с замедлителем и пылью своих пулеметов, а перед фронтом после двух–трех минут беглого огня остались лишь трупы коммунистов».
В день штурма Готни 1-й и 4-й марковские батальоны взяли село Красную Яругу в девяти верстах от станции. Продолжая наступление на север, 2-й корниловский полк 10 августа без боя занял станцию Юсуповку. Накануне 2-й взвод 3-й батареи поддерживал в районе этой станции наступление 13-го Белозерского пехотного полка. По утверждению Павлова, в ходе Готненских боев белые взяли тысячи пленных. К 13 августа отряд Третьякова занял позицию на линии станция Юсуповка — деревня Святославовка-Кобылевка.
Всего за 38 дней боев у Готни 1-го марковского батальона и 13 дней — 4-го общие потери составили до 350 человек, инженерная рота потеряла до ста человек.
Взятие Готненского узла в сочетании с проходившим одновременно Гайворонским наступлением обеспечило Кутепову условия для проведения Курской операции.